# Ferrovia Wil-Kreuzlingen
La ferrovia Wil-Kreuzlingen, anche nota come Mittelthurgaubahn (letteralmente: "ferrovia della Turgovia centrale"), è una linea ferroviaria a scartamento normale della Svizzera.

## Storia
Nel 1890 si costituì un comitato promotore per la costruzione della linea.
I lavori di costruzione iniziarono nel settembre 1909, affidati alla Westdeutsche Eisenbahn-Gesellschaft di Colonia; la linea fu inaugurata il 20 dicembre 1911. La linea era concessa alla società Mittel-Thurgaubahn-Gesellschaft (MThB) con sede a Weinfelden, costituitasi il 28 aprile 1908; l'esercizio era curato dalla Westdeutsche Eisenbahn-Gesellschaft, passando nel 1928 ad un'altra società tedesca, la Vereinigte Kleinbahnen di Francoforte, che introdusse nel 1942 automotrici Diesel affiancandole ai convogli a vapore. Nel 1949 la MThB riprese l'esercizio della propria linea: le quote sociali di proprietà tedesca furono rilevate dal canton Turgovia.
Nel 1957 l'assemblea dei soci della MThB approvò all'unanimità l'elettrificazione della linea; i lavori iniziarono nel luglio 1963 e l'esercizio a trazione elettrica iniziò il 24 settembre 1965: la MThB era rimasta una delle ultime linee elvetiche non elettrificata (dopo l'elettrificazione della MThB erano rimaste a trazione Diesel, a vapore o ad accumulatori le linee Etzwilen-Singen, Sursee-Triengen, Meiringen-Innertkirchen, Brienz-Rothorn e Capolago-Monte Generoso).
Nel 1994 la ragione sociale venne cambiata in Mittelthurgaubahn AG, prodromo all'inizio di un periodo che vide la società espandere le proprie attività in Svizzera e in Germania, con l'assunzione dell'esercizio di diverse linee sino ad allora gestite dalle FFS e dalla DB.
Nell'autunno 2000 FFS e MThB siglarono un accordo di collaborazione nel campo dei trasporti regionali, che portò alla costituzione, il 20 settembre 2001, della società Thurbo, con sede a Kreuzlingen. Nel 2002 la MThB entrò in gravissime difficoltà finanziarie, con un buco nei conti di 30 milioni di franchi, tanto da portare alla decisione da parte dei soci di liquidare la società. La concessione passò alla società Thurbo; dal 1º giugno 2019 (con effetto retroattivo al 1º gennaio) l'infrastruttura della linea è passata da Thurbo alle FFS, che gestivano sin dal 2003 per conto di Thurbo l'infrastruttura.

## Caratteristiche
La linea, a scartamento normale, è lunga 41,14 km. La linea è elettrificata a corrente alternata monofase con la tensione di 15.000 V alla frequenza di 16,7 Hz; la pendenza massima è del 20 per mille. È a doppio binario tra Tägerwilen Dorf e Kreuzlingen.

### Percorso
| Continuation backward |

|  | Unknown route-map component "ABZg+l" | Unknown route-map component "CONTfq" |

| Head station |  | Station on track |  |  |

| Straight track | Unknown route-map component "STR+l" | Unknown route-map component "ABZgr" |  |  |

| Straight track | One way leftward | Unknown route-map component "KRZu" | Unknown route-map component "CONTfq" |  |

| One way leftward | Transverse track | Unknown route-map component "KRZu" | Unknown route-map component "CONTfq" |  |

| Stop on track |

| Stop on track |

| Station on track |

| Stop on track |

| Station on track |

| Station on track |

| Stop on track |

| Unknown route-map component "STRo" |

| Station on track |

| Unknown route-map component "hKRZWae" |

| Stop on track |

|  | Unknown route-map component "ABZg+l" | Unknown route-map component "CONTfq" |

| Station on track |

| Unknown route-map component "CONTgq" | Unknown route-map component "ABZgr" |  |

| Station on track |

| Unknown route-map component "STRo" |

| Station on track |

| Non-passenger station/depot on track |

| Station on track |

| Station on track |

| Unknown route-map component "STRo" |

| Station on track |

| Unknown route-map component "STRo" |

| Stop on track |

|  | Unknown route-map component "ABZg+l" | Unknown route-map component "CONTfq" |

| Non-passenger station/depot on track |

| Station on track |

| Unknown route-map component "CONTgq" | Unknown route-map component "ABZgr" |  |

| Continuation forward |

La linea parte dalla stazione di Wil; poco dopo l'uscita dalla stazione sottopassa le linee per Winterthur e per Frauenfeld. Superata Bronschhofen si lascia il canton San Gallo per entrare nel canton Turgovia. La linea scende quindi di quota, attraversa nei pressi di Bussnang il fiume Thur e incrocia a Weinfelden la ferrovia Winterthur-Romanshorn.

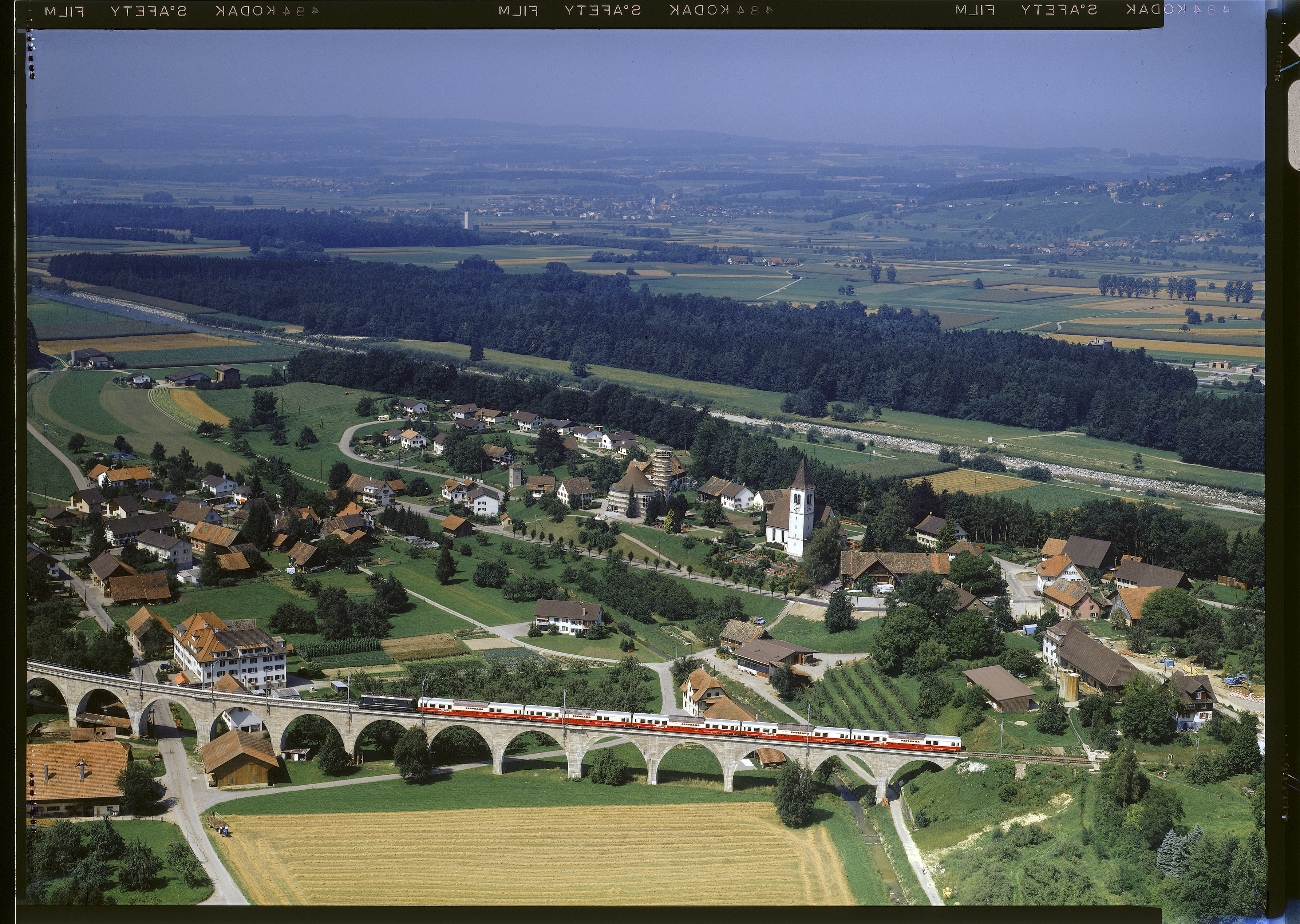
Un convoglio sul viadotto di Bussnang (1982)

Da Weinfelden la linea si dirige verso Berg, per poi toccare Kemmental, Lengwil e Tägerwilen. Fino al 2001 la linea sovrappassava la ferrovia Sciaffusa-Rorschach prima di entrare nella stazione di Kreuzlingen; il 4 giugno di quell'anno venne inaugurata una nuova tratta che permise di eliminare il sovrappasso.

## Materiale rotabile
All'apertura il materiale rotabile era composto da locotender a vapore realizzate dalla SLM di Winterthur, da carrozze costruite dalla Schlieren e dalla Waggonfabrik Rastatt e da carri merce costruiti da Schlieren e SIG.
Nel 1942 entrò in servizio un'automotrice Diesel da 300 CV a trasmissione meccanica. Nuove automotrici, con un motore Saurer da 400 CV, si aggiunsero a partire dal 1951.
In seguito all'elettrificazione entrarono in servizio cinque elettromotrici (immatricolate ABDe 4/4 11÷15) costruite in seguito ad un'ordinazione congiunta con altre ferrovie secondarie elvetiche (GFM, RVT, WM e MO); la GFM cedette un'automotrice identica nel 1984. Nel 1969 fu acquistata una locomotiva elettrica identica alle Re 4/4 II fornite alle FFS in quegli anni.
In seguito all'espansione dei servizi della MThB verso la Germania vennero acquistate nel 1994 delle elettromotrici simili alle NPZ delle FFS (immatricolate RBDe 566 631÷634); per la trazione di treni merci furono acquistate quattro locomotive Re 4/4 I già appartenute alle FFS.

### Materiale motore MThB - prospetto di sintesi
| Tipo                   | Unità                   | Anno di costruzione | Costruttore          | Note |
| ---------------------- | ----------------------- | ------------------- | -------------------- | --- |
| Locomotive a vapore    | Ec 3/5 1÷4              | 1912                | SLM                  | Ec 3/5 3 conservata dalla VHMThB; le altre demolite tra il 1965 e il 1967                                               |
| Locomotiva a vapore    | Ed 4/5 7                | 1903                | SLM                  | Ex FFS, acquistata nel 1926, venduta nel 1942                                                                           |
| Locomotive a vapore    | Eb 3/5 5810, 5820, 5829 | 1911-16             | SLM                  | Ex FFS, acquistate tra il 1960 e il 1964; Eb 3/5 5810 conservata dalla DBB, le altre demolite nel 1965                  |
| Locomotiva a vapore    | E 3/3 8516              | 1903                | SLM                  | Ex FFS, venduta nel 1966                                                                                                |
| Locomotiva elettrica   | Re 4/4 21               | 1969                | SLM-MFO              | Venduta nel 2002 alle FFS                                                                                               |
| Locomotiva elettrica   | Re 416 625÷628          | 1946-50             | SLM-MFO              | Ex FFS, acquistate nel 1999, vendute nel 2002                                                                           |
| Automotrici Diesel     | BCFm 2/4 251÷252        | 1941-42             | Wismar-SLM-Saurer    | rinumerate BCFm 2/4 6÷7 nel 1950; 7 distrutta in un incidente nel 1953 e trasformata in carrozza; demolite nel 1968     |
| Automotrici Diesel     | BCFm 2/4 7÷9            | 1951-54             | Schindler-Saurer     | vendute tra il 1969 e il 1972 alla ferrovia del Montafon                                                                |
| Automotrici elettriche | ABDe 4/4 11÷15          | 1965                | SIG-SWS-SAAS-MFO-BBC | ABDe 4/4 12 conservata dalla VHMThB; 14 e 15 demolite nel 2006; 11 e 13 cedute alla TPF, dal 2019 11 conservata dal DSF |
| Automotrice elettrica  | ABDe 4/4 16             | 1965                | SIG-SWS-SAAS-MFO-BBC | acquistata nel 1984 dalla GFM, ceduta nel 2004 alla Travys                                                              |
| Automotrici elettriche | RBDe 566 631÷634        | 1994                | Schindler-SIG-ABB    | cedute alle FFS nel 2006                                                                                                |